# Берт Шефтер
Берт Шефтер (15 травня 1902 — 29 червня 1999) кінокомпозитор, який працював переважно в США.

## Біографія
Народився в Полтаві, Російська імперія (нині Україна). Після еміграції до США навчався в Інституті Карнегі, Філадельфійському інституті музики Кертіса та Інституті Дамроша в Нью-Йорку. Розпочав музичну кар'єру як дуетний піаніст з Мортоном Гульдом (відомим як «Шефтер і Гульд»), вони виступали в театрах і на радіо в 1930—1936 роках. Він розвинув свої навички як диригент і почав виступати на сцені як сольний піаніст і диригент. Він був запрошеним диригентом у Карнегі-холі протягом сезону 1946—1947 років.
Він створив власний оркестр і виступав на нью-йоркському радіо, в тому числі в ефірі телеканалу NBC. Він також диригував своїм оркестром на записах для кількох звукозаписних лейблів і для музичної служби магазину «Muzak».
Його першою роботою у сфері музики до фільмів стала робота музичного керівника над фільмом «Занадто багато» / «One Too Many» у 1950 році.
Наприкінці 1950-х Шефтер співпрацював з іншим кінокомпозитором Полом Сотелом, і вони разом створили багато музики до фільмів. Зокрема, вони створили музику до класичних науково-фантастичних фільмів та фільмів жахів, серед яких «Кронос» / «Kronos» (1957), «It! The Terror from Beyond Space» (1958), «Повернення мухи» / «Return of the Fly» (1959), Загублений світ (1960), «Подорож на дно моря» / «Voyage to the Bottom of the Sea» (1961, у співпраці з продюсером Ірвіном Алленом) та «Джек Вбивця-велетень» / «Jack the Giant Killer» (1962). У 1965 році вони написали кілька партитур для режисера Расса Мейєра, зокрема, культову класику «Швидше, кішечко! Вбивай! Вбивай!» / «Faster Pussycat! Kill! Kill!» (1965) та «Моторпсихо» / «Motorpsycho». Останній раз вони створили музику до мексиканського фільму «Еміліано Сапата» / «Emiliano Zapata» у 1970 році, незадовго до того, як Сотелл пішов на пенсію.

## Пізні роки
Він вийшов на пенсію в 1975 році і помер у 1999 році у віці 97 років у Західному Голлівуді, Каліфорнія.

## Вибрана фільмографія
- The Great Jesse James Raid (1953)
- Ґодзілла знову нападає (1955)
- The Big Chase (1954)
- Кронос (1957)
- Hell Ship Mutiny (1957)
- Засідка на перевалі Сімаррон (1958)
- It! The Terror from Beyond Space (1958)
- Return of the Fly (1959)
- The Big Circus (1959)
- Загублений світ (1960)
- Voyage to the Bottom of the Sea (1961)
- Jack the Giant Killer (1962)
- Кінг-Конг проти Ґодзілли (1963)
- Остання людина на Землі (1964)
- Curse of the Fly (1965)
- Faster Pussycat! Kill! Kill! (1965)
- Motorpsycho (1965)
- The Last Shot You Hear (1969)
- Emiliano Zapata (1970)
- The Gatling Gun (1971)
- В Америці (2002)
- Дуже вампірське кіно (2010)